# Oligia fasciata
Oligia fasciata là một loài bướm đêm trong họ Noctuidae.